# August Läpple
August Läpple (* 11. April 1885 in Flein; † 6. November 1968) war ein deutscher Fabrikant. Aus einer von ihm 1919 in Weinsberg eröffneten mechanischen Werkstatt und Bauschlosserei mit drei Angestellten ging die heutige Läpple AG mit Sitz in Heilbronn und (Stand 2011) rund 2000 Mitarbeitern hervor.

## Leben
Läpple wurde als Sohn eines Schäfers und jüngstes von dessen fünf Kindern in Flein geboren. Im Alter von vierzehn Jahren begann er in Heilbronn eine Schlosserlehre, die er 1902 beendete. Seine Wanderjahre als Geselle führten ihn nach Karlsruhe, Frankfurt am Main, Düsseldorf und Hamburg. Er arbeitete bei Bosch in Stuttgart, bei der Maschinenfabrik Esslingen und ab 1908 bei NSU in Neckarsulm, wo er zum Leiter der Abteilung Schnittbau aufstieg.
Läpple wollte sich selbstständig machen. Im Jahr 1919 legte er die Meisterprüfung als Mechaniker ab und erwarb das Haus Heilbronner Straße 19 in Weinsberg, in dessen Untergeschoss eine Kunstschmiede eingerichtet war. Dort eröffnete er am 1. April 1919 mit einem Gesellen und einem Lehrling eine mechanische Werkstatt mit Bauschlosserei, in der er zunächst Fahrräder und landwirtschaftliche Maschinen reparierte und Messerbalken für Mähmaschinen herstellte. Ab 1924 erweiterte Läpple das Fertigungsspektrum um Werkzeuge für Schreibmaschinenteile, Haus- und Küchengeräte und für die Automobilindustrie; sein Unternehmen stieg damit in den Werkzeugbau ein. Durch den Übergang von Holzaufbauten zu Blechteilen beim Automobilbau stieg der Bedarf an Blech-Pressteilen, und 1928 erhielt Läpple die ersten größeren Aufträge aus der Automobilindustrie. Ein Anbau wurde erforderlich, der aber durch die steigende Mitarbeiterzahl bald nicht mehr ausreichte. Ein neu erworbenes Grundstück in der Schwabstraße 22 bot Platz für einen Neubau, der 1930 mit inzwischen 18 Mitarbeitern bezogen wurde. Trotz der wirtschaftlichen Schwierigkeiten, die die Weltwirtschaftskrise auch für Läpple mit sich brachte, stieg die Mitarbeiterzahl bis 1939 auf rund 100.
In den 1930er-Jahren traten Läpples Söhne in die Geschäftsleitung ein. Läpple schloss sich 1938 der NSDAP an. Nach einem Rückgang während des Zweiten Weltkriegs und in der unmittelbaren Nachkriegszeit stieg die Zahl der Aufträge ab der Währungsreform 1948 wieder stark an, und das Unternehmen benötigte mehr Platz für zusätzliche Werkshallen. Nachdem der Platzbedarf in Weinsberg nicht mehr befriedigt werden konnte, siedelte das Unternehmen 1950 vollständig nach Heilbronn um, wo an der Austraße auf bislang landwirtschaftlich genutztem Gelände ein neues Werk erstellt wurde, das in den folgenden Jahrzehnten weiter wuchs und jetzt der Hauptsitz der Läpple AG ist.
Noch im hohen Alter kam August Läpple fast täglich in das Unternehmen. Auch am 6. November 1968 war er vormittags im Heilbronner Werk gewesen. Am Nachmittag stürzte er wegen Unwohlseins auf der Treppe seines Hauses in Weinsberg und starb kurz vor 17 Uhr an den Folgen des Sturzes. Er wurde am 9. November 1968 auf dem Weinsberger Friedhof beigesetzt.

## Familie
1911 heiratete Läpple Johanna Zeller (* 11. Oktober 1884; † 3. Oktober 1967). Aus der Ehe gingen die Kinder Erich Läpple (* 28. Mai 1912; † 28. August 2006), Erna Fleischmann geb. Läpple (* 10. Juni 1913; † 27. Juli 1990) und Helmut Läpple (* 4. April 1916; † 23. September 2005) hervor.

## Ehrungen
August Läpple war Ehrenmitglied des Turn- und Sportvereins Weinsberg, dem er als Geräteturner angehörte. Anlässlich seines 70. Geburtstages wurde ihm 1955 das Bundesverdienstkreuz 1. Klasse verliehen.
Mehrere Gemeinden, in denen das Unternehmen Läpple Niederlassungen unterhält oder unterhielt, benannten Straßen nach August Läpple. In Heilbronn heißt seit dem 11. April 2006 die Straße am Unternehmenssitz der Läpple AG August-Läpple-Straße. Sie entstand durch Umbenennung des östlichen Teils der Imlinstraße, der sich zwischen der Austraße und der Hans-Rießer-Straße befindet. Auch in Weinsberg, Möckmühl-Züttlingen und Teublitz gibt es August-Läpple-Straßen. In Haßmersheim gibt es einen August-Läpple-Weg.